# جائزة روبرت
جائزة روبرت (بالدنماركية: Robert prisen) هي جائزة للأفلام يتم منحها سنويا في الدنمارك. تأسست في سنة 1984. يتم تنظيمها في كوبنهاغن. هي المكافئ الدنماركي لجائزة الأوسكار الأمريكية وجوائز الأكاديمية البريطانية للأفلام. توجد فيها عدة فئات مثل جائزة روبرت لأفضل مخرج، جائزة روبرت لأفضل فيلم دنماركي، جائزة روبرت لأفضل ممثل في دور رئيسي، جائزة روبرت لأفضل ممثلة في دور رئيسي، جائزة روبرت لأفضل ممثل في دور مساعد وجائزة روبرت لأفضل ممثلة في دور مساعد.

## وصلات خارجية
- جائزة روبرت على موقع IMDb (الإنجليزية)

- الموقع الرسمي

‌